# Минга, Арбен
Арбен Минга (алб. Arben Minga; 16 марта 1959, Тирана - 31 января 2007, Уинсор) — албанский футболист, выступавший на позиции центрального нападающего.

## Клубная карьера
Начал свою карьеру в столичном клубе «17 ноября», где хорошо закрепился в основе в сезоне 1977/78. Вместе с Агустином Коля, Миланом Бачи, Сулейманом Мема и Бедри Омури четырежды становился национальным чемпионом и трижды обладателем национального кубка. В начале 1990-х переехал в Румынию, где играл в составах «Брашова», «Дачии» и «Аквилы». Карьеру завершил в 1996 году, выступая за «Тирану».

## Международная карьера
Дебют за национальную сборную Албании состоялся 3 сентября 1980 года в квалификационном матче на Чемпионат мира 1982 против сборной Финляндии. Всего за сборную Минга принял участие в 28 матчах и забил 2 гола.

### Голы за сборную
| #  | Дата            | Место                | Соперник | Счёт | Результат | Турнир                  |
| -- | --------------- | -------------------- | -------- | ---- | --------- | ----------------------- |
| 1. | 22 декабря 1984 | Кемаль Стафа, Тирана | Бельгия  | 2–0  | 2–0       | Квалификация на ЧМ 1986 |
| 2. | 18 января 1989  | Кемаль Стафа, Тирана | Греция   | 1–0  | 1–1       | Товарищеский матч       |

## После карьеры и смерть
После карьеры он отправился в Канаду со своей женой, Норой Гокхи, которая была профессиональной баскетболисткой, где они воспитали двух сыновей: Грида и Джона. Именно там ему был поставлен диагноз неизлечимой болезни. 31 января 2007 года умер от рака поджелудочной железа. В 18-м туре чемпионата Албании сезона 2006/07 футболисты выходили на матчи с черными повязками в памяти о нём.

## Достижения

### Клубные

#### «Тирана»
- Чемпион Албании: 1981/82, 1984/85, 1987/88, 1994/95, 1995/96
- Обладатель Кубка Албании: 1982/83, 1983/84, 1985/86, 1995/96
- Обладатель Суперкубка Албании: 1994

### Индивидуальные
- Лучший бомбардир чемпионата Албании: 1984/85 (13 голов)